# کالدسیا پارناسیفولیا
کالدسیا پارناسیفولیا (نام علمی: Caldesia parnassifolia) نام یک گونه از تیره قاشق‌واشیان است.